# José Agostinho de Macedo
José Agostinho de Macedo (1761-1831) fue un poeta y escritor de prosa portugués de estilo polémico y agresivo, era un ferviente partidario del absolutismo.
Nació en Beja de familia plebeya y estudió latín y retórica en Lisboa. Profesó como agustiniano en 1778, pero debido a su carácter turbulento pasó gran parte de su tiempo en la prisión y constantemente estaba siendo transferido de un convento a otro, dejando finalmente el hábito monástico para vivir silenciosamente en la capital.

## Obra

### Ensayos/Crítica
- Refutação dos Principios Metafísicos e Morais dos pedreiros livres e iluminados (1816)
- Os Frades, ou reflexões filosóficas sobre as corporações regulares (1830)
- Cartas Filosóficas a Attico
- O Homem, ou os Límites da Razão; Tentativa filosófica
- A Verdade

### Poesía
- Gama, poema narrativo (1811)
- O Oriente, poema épico (1814)
- O Argonauta, poemeto
- O Novo Argonauta (1809)
- Newton, poema filosófico
- A Meditação, poema filosófico
- A Natureza

### Odas
- Ode a Lord Wellington
- 1.ª Ode a Alexandre Imperador da Russia
- 2.ª Ode a Alexandre Imperador da Russia
- Ode à Ambição de Bonaparte
- Ode ao General Kutusow

### Epístolas
- Epistola a Lord Wellington
- Epistola às Nações Aliadas na Passagem do Reno
- Epistola em resposta a outra de Maio e Lima

### Otras
- Os Sebastianistas
- Justa defesa do livro intitulado "Os Sebastianistas"
- Inventário de Sandices
- Exame examinado, Resposta a Rocha e Pato
- Mais Lógica
- O Voto, elogio dramático
- Sermão contra o filosofismo do século XIX (1811)
- O Couto, Resposta ao Folheto "Regras da Oratória da Cadeira"
- A Análise Analizada, resposta a A. M. do Couto (1815)
- Colecção de vários e interressantes escritos de José Agostinho de Macedo (1838, obra póstuma)